# Liste der Mitglieder der American Academy of Arts and Sciences/1918
Im Jahr 1918 wählte die American Academy of Arts and Sciences 39 Personen zu ihren Mitgliedern.

## Neu gewählte Mitglieder
- Brooks Adams (1848–1927)
- George Burton Adams (1851–1925)
- Charles McLean Andrews (1863–1943)
- Thomas Willing Balch (1866–1927)
- Thomas Barlow (1845–1945)
- Willard Bartlett (1846–1925)
- Edward Capps (1866–1950)
- Charles Warren Clifford (1844–1923)
- Charles Allerton Coolidge (1858–1936)
- Edmund Burke Delabarre (1863–1945)
- William Herbert Perry Faunce (1859–1930)
- Edward Waldo Forbes (1873–1969)
- William Ebenezer Ford (1878–1939)
- William Crawford Gorgas (1854–1920)
- Morris Gray (1856–1931)
- Evarts Boutell Greene (1870–1947)
- Robert Battey Greenough (1871–1937)
- Isaac Minis Hays (1847–1925)
- George Lincoln Hendrickson (1865–1963)
- Elijah Clarence Hills (1867–1932)
- Charles Evans Hughes (1862–1948)
- Archer Milton Huntington (1870–1955)
- Henry Jackson (1858–1940)
- Grinnell Jones (1884–1947)
- Irving Langmuir (1881–1957)
- William MacDonald (1863–1938)
- James Madison Morton Sr. (1837–1923)
- Harold Murdock (1862–1934)
- Thomas Nelson Page (1853–1922)
- Walter Hines Page (1855–1918)
- Leighton Parks (1852–1938)
- Endicott Peabody (1857–1944)
- Francis Greenwood Peabody (1847–1936)
- Henry Bayard Phillips (1881–1973)
- Rudolph Schevill (1874–1946)
- William Napier Shaw (1854–1945)
- Francis John Shepherd (1851–1929)
- Charles Scott Sherrington (1857–1952)
- David Locke Webster (1888–1976)